# منطقة أكرا
أكرا رمزها  «AG»  (بالإنجليزية: Agra)‏  ، هو تقسيم إداري لدولة الهند تتبع ولاية أتر برديش (بالإنجليزية: Uttar  Pradesh)‏  ،  مركزها هو مدينة أكرا (مدينة هندية) (بالإنجليزية: Agra)‏  عدد سكانها حسب تعداد سنة 2001 هو  3,611,301 ، مساحتها  4,027 كم²    وكثافة السكان   897 لكل كم² .